# Palazzo Mugnos
Il Palazzo Mugnos o Palazzo Vassallo è un edificio di Licodia Eubea.

## Storia
Il palazzo è sito in via Mugnos vicino alla chiesa madre di Santa Margherita. Il palazzo risale al '700 ed è appartenuto alla famiglia Vassallo da cui prende pure uno dei due nomi. Precedentemente appartenne pure alla famiglia dei Mugnos, stretti collaboratori dei Santapau. Il fabbricato è caratterizzato da un ampio cortile interno e da un prospetto tardo barocco siciliano. Infatti decorano la facciata i mascheroni tipici del barocco siciliano e lo stemma dei Vassallo posto sul portale centrale. Il prospetto principale è composto da un'entrata maggiore che conduce al cortile interno e da due entrate minori. Sormontano le tre entrate, tre balconi posti in modo simmetrico. Oggi la parte del palazzo che dà sulla via Mugnos appartiene al comune di Licodia Eubea.

## Galleria d'immagini

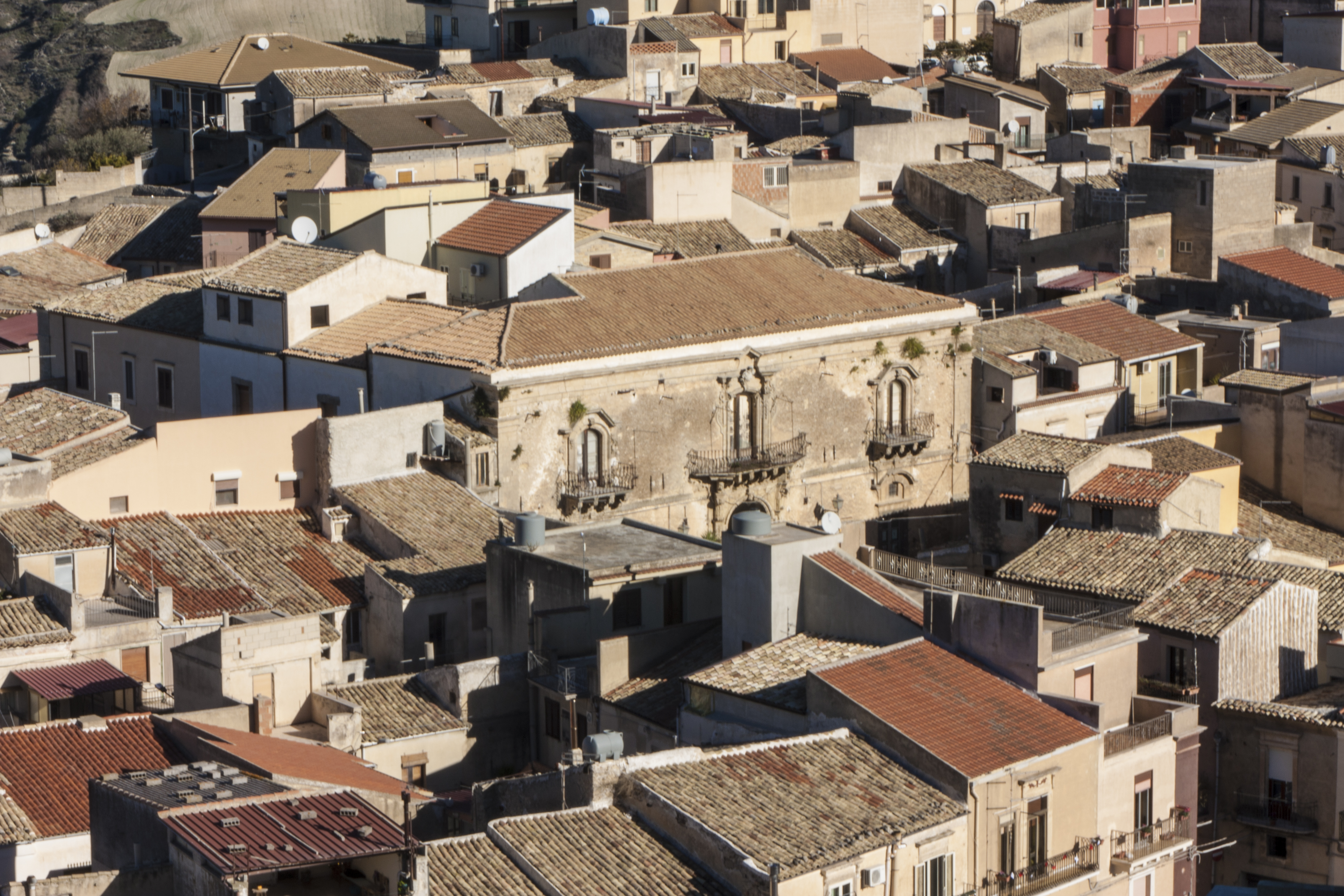
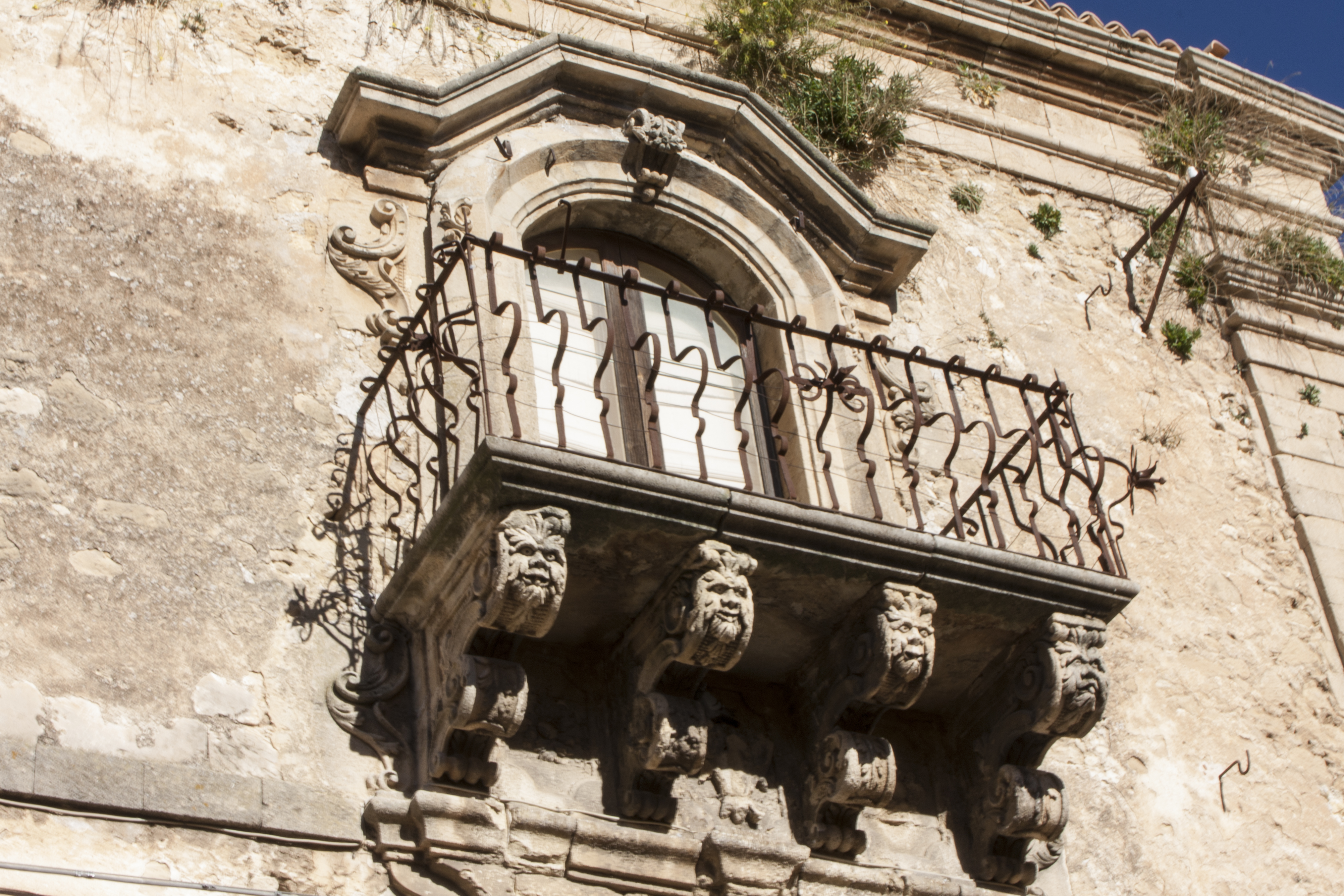
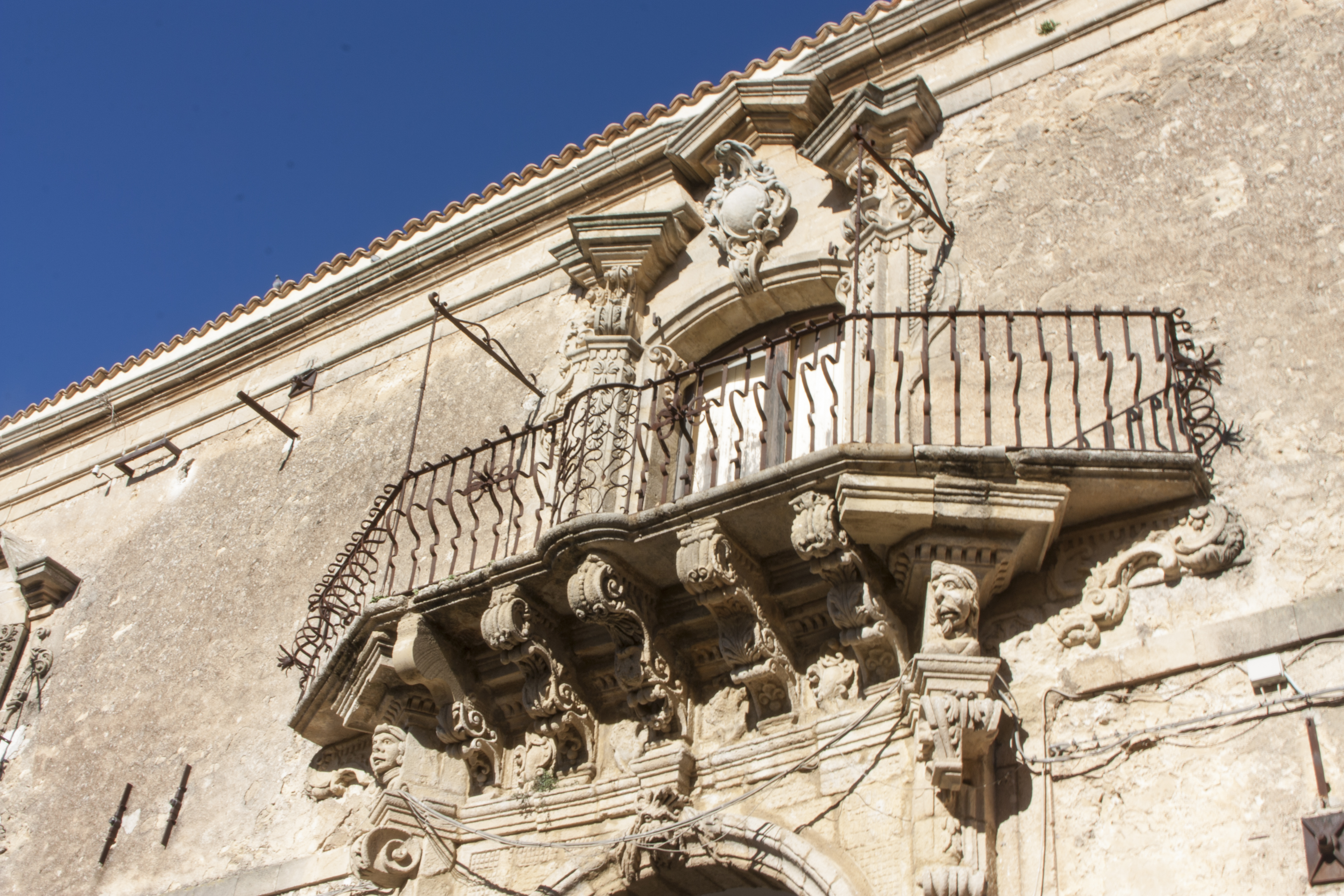
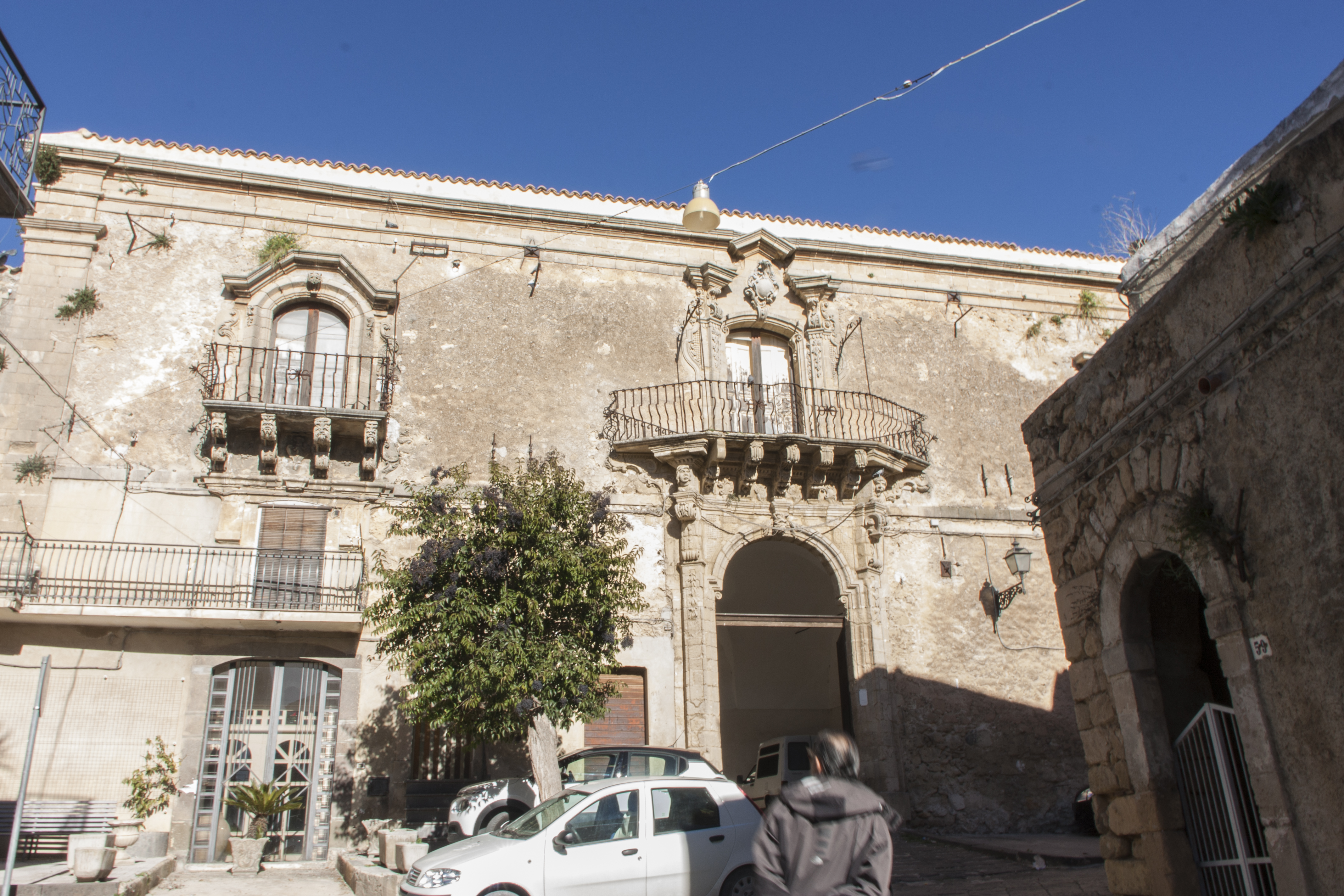